# Saison 2025-2026 du FC Metz
Maillots
Dernière mise à jour : 18 août 2025.
Chronologie
Saison précédente Saison suivante
Le FC Metz, joue sa 65e saison en Ligue 1 lors de la saison 2025-2026. Il participe également à la Coupe de France.

## Matchs amicaux
La pré-saison du FC Metz débute par un match amical contre l’US Mondorf le club de BGL Ligue au Luxembourg à Homécourt, avant d’enchaîner avec quatre rencontres face à des clubs français : le Red Star FC (Ligue 2) à Frescaty, le RC Lens à Avion pour un duel 100 % Ligue 1, le deuxième derby mosellan de l’histoire contre l’US Thionville Lusitanos (National 2) au Stade de Guentrange de Thionville, puis un dernier match face à l’ESTAC Troyes (Ligue 2) au Stade de l’Aube, à Troyes.
Comme chaque année désormais, le FC Metz dispute un match amical de prestige, cette fois face au TSG 1899 Hoffenheim, club allemand évoluant en Bundesliga, à la PreZero Arena,.
Le stage de pré-saison se déroule du 21 au 26 juillet 2025 à Tubize, en Belgique, comme la saison dernière,.

### Détails des matchs

#### Contre l'US Mondorf
Pour le premier match amical de la saison, le FC Metz affronte l'US Mondorf, club de BGL Ligue au Luxembourg au stade municipal de Homécourt, en Meurthe-et-Moselle. Lors de ce premier match, les internationaux Cheikh Sabaly et Urie-Michel Mboula ne disputent pas la rencontre,. Dans un match globalement maîtrisé et dominé par le club lorrain, le FC Metz ouvre le score à la 72e minute grâce à un but de Cléo Mélières, servi par un autre joueur issu du centre de formation, Nathan Mbala. Devant 1 500 spectateurs, le FC Metz s’impose 1-0 pour son premier match amical de la saison à Homécourt, malgré l’absence de plusieurs cadres de l’effectif messin,.

#### Contre le Red Star FC
Pour son deuxième match amical, le FC Metz affronte le Red Star FC, club de Ligue 2, au centre d’entraînement de Frescaty, devant un public venu en nombre. Lors de cette rencontre, Cheikh Sabaly et Urie-Michel Mboula, tous deux absents lors du match précédent, font leur retour dans l’effectif messin. Légèrement dominé par le club francilien en début de rencontre, c'est pourtant le FC Metz qui ouvre le score dès la 27e minute par l'international sénégalais Cheikh Sabaly. 11 minutes plus tard, la nouvelle recrue Giorgi Tsitaishvili inscrit son premier but sous les couleurs du club grenat sur une frappe enroulée, légèrement déviée par un défenseur du Red Star FC. En seconde période, Ismaël Guerti envoie un bon centre à Morgan Bokele qui inscrit le troisième but de la rencontre à la 77e minute de jeu. En fin de match, Ibou Sané crucifie une nouvelle fois Quentin Beunardeau d'un plat du pied. Le FC Metz remporte son deuxième match amical de la saison sur un score lourd de 4-0 devant 300 spectateurs,,.

#### Contre le RC Lens
Le troisième match amical du club mosellan est le premier disputé hors de Lorraine, à Avion, dans le Pas-de-Calais. Pour cette rencontre, le FC Metz affronte un autre club de Ligue 1 : le RC Lens. Ce match marque les retrouvailles avec l’ancien capitaine emblématique des Grenats, Matthieu Udol, récemment transféré au sein du club lensois.
Dominé dès le début du match par les lensois, ces derniers inscrivent le premier but de la rencontre par l'intermédiaire de Martín Satriano, seul en duel face à Pape Mamadou Sy à la 23e minute de jeu. Six minutes plus tard, Morgan Guilavogui inscrit le deuxième but de la rencontre après une erreur de Jean-Philippe Gbamin en défense mais est finalement hors-jeu. Après la pause, le RC Lens inscrit le deuxième but de la rencontre grâce à Rayan Fofana sur une passe de Wesley Saïd sur une énième erreur défensive de Jean-Philippe Gbamin. En fin de match, le FC Metz inscrit son unique but de la rencontre par Ibou Sané après un corner messin.

#### Contre l'US Thionville Lusitanos
Après sa première défaite de la pré-saison en amical face au RC Lens, le FC Metz affronte pour la deuxième fois de son histoire le voisin mosellan de l'US Thionville Lusitanos, club de National 2, au Stade de Guentrange.
Lors d’un match en trois périodes de 45 minutes, le FC Metz est rapidement surpris par un but gag contre son camp, inscrit par sa nouvelle recrue géorgienne, Giorgi Tsitaishvili. Durant la deuxième période, les Messins perdent complètement le fil du match et encaissent deux buts, signés David Luvualu et Jules Vitoux. Kévin Van Den Kerkhof parvient toutefois à réduire l’écart en fin de période.

Dans la dernière période, les Grenats se libèrent totalement et enchaînent les buts. Idrissa Gueye et Ibou Sané inscrivent chacun un doublé, permettant au FC Metz de renverser la situation et de s’imposer sur le score mémorable de 5-3 à Thionville,,.

#### Contre l'ESTAC Troyes
Trois jours après sa large victoire dans le derby mosellan face à l’US Thionville Lusitanos, le FC Metz se rend au Stade de l’Aube pour affronter l’ESTAC Troyes, pensionnaire de Ligue 2.
Privé de Sadibou Sané et Cheikh Sabaly, le FC Metz se montre néanmoins dangereux et pense ouvrir le score avant la mi-temps par l’inévitable Ibou Sané. Mais le but est finalement refusé par l’arbitre en raison d’une faute d’Idrissa Gueye sur Nicolas Lemaître. En seconde période, les deux équipes se procurent des occasions, mais ce sont les Grenats qui trouvent la faille : sur un centre de Brian Madjo, le capitaine Gauthier Hein inscrit son premier but de la pré-saison d’un plat du pied, trompant le portier troyen.
Pour son 5e match amical, le FC Metz enchaîne ainsi une nouvelle victoire avant son déplacement en Allemagne pour affronter le TSG 1899 Hoffenheim à la PreZero Arena,.

#### Contre le TSG 1899 Hoffenheim
Pour son dernier match amical de la pré-saison avant la reprise de la Ligue 1, le FC Metz se déplace en Allemagne pour affronter le TSG 1899 Hoffenheim, club évoluant dans l’élite du football allemand, la Bundesliga. Le club mosellan enregistre les retours de Sadibou Sané et Cheikh Sabaly, tous deux absents lors de la rencontre face à l’ESTAC Troyes. Il s'incline sur un score très lourd : 8 à 0.

### Bilan des matchs amicaux
| Matches joués | Gagnés | Nuls | Perdus | Buts pour | Buts contre | Différence |
| ------------- | ------ | ---- | ------ | --------- | ----------- | ---------- |
| 6             | 4      | 0    | 2      | 12        | 13          | -1         |

## Faits marquants de la saison
- Après sept saisons au sein du club et 211 matchs, Alexandre Oukidja annonce son départ du FC Metz[29],[30],[31].

- Suite à l’usage d’engins pyrotechniques par les Ultras du club lors des rencontres face à l’USL Dunkerque et au Stade de Reims en fin de saison dernière, les deux kops de supporters du Stade Saint-Symphorien seront fermés lors des deux premiers matchs à domicile de la saison 2025-2026, contre le RC Strasbourg lors du « Derby de l’Est » et contre le Angers SCO. Cette décision est prise par la LFP[32],[33],[34].
- Comme un an auparavant, le capitaine du club, Matthieu Udol, exprime son envie d’ailleurs après cette nouvelle montée du club grenat en Ligue 1. Bien que le RC Lens se soit manifesté pour recruter le latéral gauche de 29 ans, le président du club, Bernard Serin, bloque le transfert, estimant que le montant proposé est inférieur à la valeur actuelle du joueur. Par ailleurs, le président déclare vouloir conserver Matthieu cette saison, alors que ce dernier disposait d’un bon de sortie à la fin de la saison dernière. Des tensions entre les deux hommes se font rapidement ressentir à ce moment-là, Udol estimant ne pas être respecté[35],[36],[37]. Le 7 juillet, le joueur est absent lors de la première séance d'entrainement du club[38]. Cinq jours plus tard, le club et le RC Lens trouvent un accord sur le transfert définitif du capitaine du club lorrain pour un total avoisinant les 5M€, bonus compris[39],[40],[41]. Le 15 juillet, le joueur est officiellement un joueur du club lensois, quittant le FC Metz après dix neuf ans au sein du club à la Croix de Lorraine[42],[43],[44].

## Transferts

### Transferts estivaux
Le mercato d'été a lieu du 16 juin au 1er septembre 2025 en France.
| Nom                   | Nationalité                      | Poste             | Transfert                     | Provenance/Destination   | Division               | Réf.   |
| --------------------- | -------------------------------- | ----------------- | ----------------------------- | ------------------------ | ---------------------- | ------ |
| Arrivées              |                                  |                   |                               |                          |                        |        |
| Urie-Michel Mboula    | Gabon                            | Défenseur         | Transfert définitif (150k€)   | Şanlıurfaspor            | Trendyol 1.Lig         | [ 46 ] |
| Jessy Deminguet       | France                           | Milieu de terrain | Transfert définitif           | RC Strasbourg            | Ligue 1                | [ 47 ] |
| Cléo Mélières         | France                           | Défenseur         | Premier contrat professionnel | FC Metz rés.             | National 3             | [ 48 ] |
| Ismaël Guerti         | Maroc                            | Milieu de terrain | Premier contrat professionnel | FC Metz rés.             | National 3             | [ 49 ] |
| Yannis Lawson         | Belgique                         | Défenseur         | Transfert                     | RFC Seraing              | Challenger Pro League  | [ 50 ] |
| Brian Madjo           | Luxembourg                       | Attaquant         | Premier contrat professionnel | FC Metz -19 ans          | National U19           | [ 51 ] |
| Giorgi Tsitaichvili   | Géorgie                          | Attaquant         | Prêt                          | Dynamo Kiev              | Premier-Liha           | [ 52 ] |
| Jean-Philippe Gbamin  | Côte d'Ivoire                    | Milieu de terrain | Transfert libre               | FC Zurich                | Super League           | [ 53 ] |
| Giorgi Abuashvili     | Géorgie                          | Attaquant         | Prêt                          | Kolkheti 1913 Poti       | Umaglesi Liga          | [ 54 ] |
| Boubacar Traoré       | Mali                             | Milieu de terrain | Prêt                          | Wolverhampton Wanderers  | Premier League         | [ 55 ] |
| Jonathan Fischer      | Danemark                         | Gardien de but    | Transfert (3M€)               | Fredrikstad FK           | Eliteserien            | [ 56 ] |
| Départs               |                                  |                   |                               |                          |                        |        |
| Fali Candé            | Guinée-Bissau                    | Défenseur         | Transfert (1,95M€)            | Venezia FC               | Serie B                | [ 57 ] |
| Charles Divialle      | France                           | Défenseur         | Transfert libre               | FC Koper                 | Prva Liga              | [ 58 ] |
| Alexandre Oukidja     | Algérie                          | Gardien de but    | Fin de contrat                | FK IMT Belgrade          | Super liga Srbije      | [ 59 ] |
| Arthur Atta           | France                           | Milieu de terrain | Transfert (8M€)               | Udinese Calcio           | Serie A                | [ 60 ] |
| Alexis Mirbach        | France                           | Gardien de but    | Transfert libre               | FC Nantes                | Ligue 1                | [ 61 ] |
| Fabio Lohei           | Luxembourg                       | Milieu de terrain | Transfert libre               | SV Eintracht Trèves 05   | Regionalliga Sud-Ouest | [ 62 ] |
| Ismaël Traoré         | Côte d'Ivoire                    | Défenseur         | Fin de contrat                |                          |                        | [ 63 ] |
| Ousmane Ba            | Sénégal                          | Gardien de but    | Fin de contrat                |                          |                        | ,      |
| Ablie Jallow          | Gambie                           | Milieu de terrain | Fin de contrat                | Servette FC              | Super League           | [ 66 ] |
| Arnaud Bodart         | Belgique                         | Gardien de but    | Fin de contrat                | LOSC Lille               | Ligue 1                | [ 67 ] |
| Dylan Vangi           | République démocratique du Congo | Défenseur         | Transfert libre               | Rodez AF                 | Ligue 2                | [ 68 ] |
| Wassim Bahri          | France                           | Milieu de terrain | Transfert libre               | RFC Seraing              | Challenger Pro League  | [ 69 ] |
| Lilian Raillot        | France                           | Milieu de terrain | Transfert                     | US Boulogne Côte d'Opale | National 1             | [ 70 ] |
| Benjamin Tetteh       | Ghana                            | Attaquant         | Transfert                     | NK Maribor               | Prva Liga              | [ 71 ] |
| Édouard Soumah-Abbad  | France                           | Attaquant         | Prêt                          | RFC Seraing              | Challenger Pro League  | [ 72 ] |
| Aboubacar Lô          | Sénégal                          | Défenseur         | Fin de contrat                | Amiens SC                | Ligue 2                | [ 73 ] |
| Othmane Chraibi       | Maroc                            | Milieu de terrain | Fin de contrat                |                          |                        | [ 74 ] |
| Matthieu Udol         | France                           | Défenseur         | Transfert (5M€)               | RC Lens                  | Ligue 1                | [ 75 ] |
| Papa Amadou Diallo    | Sénégal                          | Attaquant         | Transfert (6M€)               | Norwich City FC          | EFL Championship       | [ 76 ] |
| Pape Moussa Fall      | Sénégal                          | Attaquant         | Prêt                          | RAAL La Louvière         | Jupiler Pro League     | [ 77 ] |
| Kévin Van Den Kerkhof | Algérie                          | Défenseur         | Prêt                          | Charleroi SC             | Jupiler Pro League     | [ 78 ] |

### Transferts hivernaux
Le mercato d'hiver se déroule du 1er au 2 février 2026 en France.
| Nom | Nationalité | Poste | Transfert | Provenance/Destination | Division | Réf. |
| --- | ----------- | ----- | --------- | ---------------------- | -------- | ---- |

## Effectif professionnel actuel
Le premier tableau liste l'effectif professionnel du FC Metz pour la saison 2025-2026. Le second recense les prêts effectués par le club lors de cette même saison.
En grisé, les sélections de joueurs internationaux chez les jeunes mais n'ayant jamais été appelés aux échelons supérieurs une fois l'âge-limite dépassé ou les joueurs ayant pris leur retraite internationale.

## Saison

### L'avant saison
Après une fin de saison remarquable en barrages éliminant successivement l'USL Dunkerque ainsi que le Stade de Reims (club de Ligue 1) lors d'un scénario marquant, le FC Metz dispute sa 65e saison en première division de son histoire, devenant le 11e club de France à atteindre ce total au cours de l'histoire du championnat.
Le 7 juillet 2025, le FC Metz reprend l’entraînement au centre de Frescaty, avec pour seule recrue pour l’instant le jeune Belge Yannis Lawson, en provenance du RFC Seraing.

### Ligue 1

#### 1rejournée (vs RC Strasbourg)
Lors de la première journée de Ligue 1, le FC Metz affronte le RC Strasbourg au Stade Saint-Symphorien, donnant lieu au 113e « Derby de l'Est » de l'histoire entre les deux clubs,.
Lors de la première période, les deux équipes se neutralisent, chacune se procurant des occasions jusqu’au terme des 45 premières minutes, où le RC Strasbourg se montre de plus en plus dangereux. En seconde période, le Racing est tout proche d’ouvrir le score par l’intermédiaire d’Emanuel Emegha, dont la tête est sauvée sur sa ligne par Sadibou Sané. Mais à la 86e minute de jeu, sur un centre de Dilane Bakwa, la recrue Joaquín Panichelli ouvre le score d’une tête devant 25 009 spectateurs. Pour son retour en Ligue 1, le FC Metz s’incline dans le « Derby de l’Est » face à son rival, et se retrouve à la 15e place à l’issue de cette première journée de championnat,.

## Compétitions

### Ligue 1
La saison du FC Metz en championnat de Ligue 1 débute par un match face au RC Strasbourg au Stade Saint-Symphorien et se termine par le match face à l'OGC Nice à l'Allianz Riviera.

#### Classement
| Rang | Équipe       | Pts | J | G | N | P | Bp | Bc | Diff | Qualification ou relégation            |
| ---- | ------------ | --- | - | - | - | - | -- | -- | ---- | -------------------------------------- |
| 12   | Paris FC P   | 0   | 1 | 0 | 0 | 1 | 0  | 1  | −1   |                                        |
| 13   | FC Lorient P | 0   | 1 | 0 | 0 | 1 | 0  | 1  | −1   |                                        |
| 14   | FC Metz P    | 0   | 1 | 0 | 0 | 1 | 0  | 1  | −1   |                                        |
| 15   | OGC Nice     | 0   | 1 | 0 | 0 | 1 | 0  | 1  | −1   |                                        |
| 16   | RC Lens      | 0   | 1 | 0 | 0 | 1 | 0  | 1  | −1   | Participation au barrage de relégation |

#### Résultats par journée
| Journée   | 01  | 02 | 03 | 04 | 05 | 06 | 07 | 08 | 09 | 10 | 11 | 12 | 13 | 14 | 15 | 16 | 17 | 18 | 19 | 20 | 21 | 22 | 23 | 24 | 25 | 26 | 27 | 28 | 29 | 30 | 31 | 32 | 33 | 34 |
| --------- | --- | -- | -- | -- | -- | -- | -- | -- | -- | -- | -- | -- | -- | -- | -- | -- | -- | -- | -- | -- | -- | -- | -- | -- | -- | -- | -- | -- | -- | -- | -- | -- | -- | -- |
| Terrain   | D   |    |    |    |    |    |    |    |    |    |    |    |    |    |    |    |    |    |    |    |    |    |    |    |    |    |    |    |    |    |    |    |    |    |
| Résultats | D   |    |    |    |    |    |    |    |    |    |    |    |    |    |    |    |    |    |    |    |    |    |    |    |    |    |    |    |    |    |    |    |    |    |
| Points    | 0   |    |    |    |    |    |    |    |    |    |    |    |    |    |    |    |    |    |    |    |    |    |    |    |    |    |    |    |    |    |    |    |    |    |
| Place     | 15e |    |    |    |    |    |    |    |    |    |    |    |    |    |    |    |    |    |    |    |    |    |    |    |    |    |    |    |    |    |    |    |    |    |

## Bilan de la saison
- Premier but de la saison :
- Premier but sur penalty :
- Premier doublé :
- But le plus rapide d'une rencontre :
- But le plus tardif d'une rencontre :
- Plus grand nombre de buts marqué contre l’adversaire :
- Plus grand nombre de buts marqué par l’adversaire : 1 but
  - 0 - 1 contre le RC Strasbourg, le 17 août 2025 (1re journée).
- Plus grand nombre de buts marqués dans une rencontre :
- Plus large victoire à domicile :
- Plus large défaite à domicile : 0 - 1 contre le RC Strasbourg, le 17 août 2025 (1re journée).
- Plus large victoire à l'extérieur :
- Plus large défaite à l'extérieur :
- Meilleur classement de la saison en Ligue 1 : 15e
- Moins bon classement de la saison en Ligue 1 :
- Plus grande affluence à domicile : 25009 spectateurs contre le RC Strasbourg, le 17 août 2025 (1re journée).
- Plus petite affluence à domicile :

Mis à jour le 17 août 2025.

## Affluence

### Affluences match par match
Ce graphique représente le nombre de spectateurs (en milliers) lors de chaque rencontre à domicile du FC Metz au Stade Saint-Symphorien.
Total de 25 009 spectateur en 1 match à domicile (25 009/match) en Ligue 1.
Total de 0 spectateur en 0 match à domicile (0/match) en Coupe de France.

### Plus grosses affluences de la saison au Stade Saint-Symphorien
| Rang | Adversaire    | Journée/Tour | Date         | Affluence |
| 1    | RC Strasbourg | J1           | 17 août 2025 | 25 009    |
| 2    |               |              |              |           |
| 3    |               |              |              |           |
| 4    |               |              |              |           |
| 5    |               |              |              |           |

### Plus faibles affluences de la saison au Stade Saint-Symphorien
| Rang | Match | Journée/Tour | Date | Affluence |
| 1    |       |              |      |           |
| 2    |       |              |      |           |
| 3    |       |              |      |           |
| 4    |       |              |      |           |
| 5    |       |              |      |           |

## Statistiques
| Compétition     | Débute au tour | Termine | Matches joués | Gagnés | Nuls | Perdus | Buts pour | Buts contre | Différence |
| --------------- | -------------- | ------- | ------------- | ------ | ---- | ------ | --------- | ----------- | ---------- |
| Ligue 1         | J1             | J34     | 1             | 0      | 0    | 1      | 0         | 1           | -1         |
| Coupe de France | 32e de finale  | -       | -             | -      | -    | -      | -         | -           | -          |
| Total           | -              | -       | 1             | 0      | 0    | 1      | 0         | 1           | -1         |

### Classement des buteurs et des passeurs du FC Metz.
| Rang | Joueur | L1 | CDF | Total |
| ---- | ------ | -- | --- | ----- |
| 1    |        |    |     |       |
| 2    |        |    |     |       |
| 3    |        |    |     |       |

| Rang | Joueur | L1 | CDF | Total |
| ---- | ------ | -- | --- | ----- |
| 1    |        |    |     |       |
| 2    |        |    |     |       |
| 3    |        |    |     |       |

En italique, les joueurs partis en cours de saison.

### Statistiques individuelles
Ce tableau comprend les statistiques de tous les joueurs dans le groupe professionnel du FC Metz cette saison.
(Mis à jour le 18 août 2025)
| N° | P. | Nat. | Nom                   | Championnat | Championnat | Championnat | Championnat    | Championnat | Championnat  | Coupe de France | Coupe de France | Coupe de France | Coupe de France | Coupe de France | Coupe de France | Play-offs | Play-offs | Play-offs   | Play-offs      | Play-offs | Play-offs    | Total | Total | Total       | Total          | Total  | Total        |
| N° | P. | Nat. | Nom                   | M.j.        | Min.        | But inscrit | Passe décisive | Averti      | Carton rouge | M.j.            | Min.            | But inscrit     | Passe décisive  | Averti          | Carton rouge    | M.j.      | Min.      | But inscrit | Passe décisive | Averti    | Carton rouge | M.j.  | Min.  | But inscrit | Passe décisive | Averti | Carton rouge |
| -- | -- | ---- | --------------------- | ----------- | ----------- | ----------- | -------------- | ----------- | ------------ | --------------- | --------------- | --------------- | --------------- | --------------- | --------------- | --------- | --------- | ----------- | -------------- | --------- | ------------ | ----- | ----- | ----------- | -------------- | ------ | ------------ |
| 1  | G  |      | Jonathan Fischer      | 1           | 90'         | 0           | 0              | 0           | 0            | 0               | 0'              | 0               | 0               | 0               | 0               | 0         | 0'        | 0           | 0              | 0         | 0            | 1     | 90'   | 0           | 0              | 0      | 0            |
| 2  | D  |      | Maxime Colin          | 1           | 6'          | 0           | 0              | 0           | 0            | 0               | 0'              | 0               | 0               | 0               | 0               | 0         | 0'        | 0           | 0              | 0         | 0            | 1     | 6'    | 0           | 0              | 0      | 0            |
| 4  | D  |      | Urie-Michel Mboula    | 1           | 90'         | 0           | 0              | 0           | 0            | 0               | 0'              | 0               | 0               | 0               | 0               | 0         | 0'        | 0           | 0              | 0         | 0            | 1     | 90'   | 0           | 0              | 0      | 0            |
| 5  | M  |      | Jean-Philippe Gbamin  | 1           | 90'         | 0           | 0              | 0           | 0            | 0               | 0'              | 0               | 0               | 0               | 0               | 0         | 0'        | 0           | 0              | 0         | 0            | 1     | 90'   | 0           | 0              | 0      | 0            |
| 6  | M  |      | Joseph Nduquidi       | 1           | 6'          | 0           | 0              | 0           | 0            | 0               | 0'              | 0               | 0               | 0               | 0               | 0         | 0'        | 0           | 0              | 0         | 0            | 1     | 6'    | 0           | 0              | 0      | 0            |
| 7  | A  |      | Giorgi Tsitaichvili   | 1           | 90'         | 0           | 0              | 0           | 0            | 0               | 0'              | 0               | 0               | 0               | 0               | 0         | 0'        | 0           | 0              | 0         | 0            | 1     | 90'   | 0           | 0              | 0      | 0            |
| 8  | M  |      | Boubacar Traoré       | 1           | 84'         | 0           | 0              | 0           | 0            | 0               | 0'              | 0               | 0               | 0               | 0               | 0         | 0'        | 0           | 0              | 0         | 0            | 1     | 84'   | 0           | 0              | 0      | 0            |
| 9  | A  |      | Giorgi Abuashvili     | 0           | 0'          | 0           | 0              | 0           | 0            | 0               | 0'              | 0               | 0               | 0               | 0               | 0         | 0'        | 0           | 0              | 0         | 0            | 0     | 0'    | 0           | 0              | 0      | 0            |
| 10 | A  |      | Gauthier Hein         | 0           | 0'          | 0           | 0              | 0           | 0            | 0               | 0'              | 0               | 0               | 0               | 0               | 0         | 0'        | 0           | 0              | 0         | 0            | 0     | 0'    | 0           | 0              | 0      | 0            |
| 11 | A  |      | Malick Mbaye          | 0           | 0'          | 0           | 0              | 0           | 0            | 0               | 0'              | 0               | 0               | 0               | 0               | 0         | 0'        | 0           | 0              | 0         | 0            | 0     | 0'    | 0           | 0              | 0      | 0            |
| 12 | M  |      | Alpha Touré           | 1           | 18'         | 0           | 0              | 0           | 0            | 0               | 0'              | 0               | 0               | 0               | 0               | 0         | 0'        | 0           | 0              | 0         | 0            | 1     | 18'   | 0           | 0              | 0      | 0            |
| 14 | A  |      | Cheikh Sabaly         | 1           | 73'         | 0           | 0              | 0           | 0            | 0               | 0'              | 0               | 0               | 0               | 0               | 0         | 0'        | 0           | 0              | 0         | 0            | 1     | 73'   | 0           | 0              | 0      | 0            |
| 17 | A  |      | Joseph Mangondo       | 0           | 0'          | 0           | 0              | 0           | 0            | 0               | 0'              | 0               | 0               | 0               | 0               | 0         | 0'        | 0           | 0              | 0         | 0            | 0     | 0'    | 0           | 0              | 0      | 0            |
| 18 | A  |      | Idrissa Gueye         | 1           | 32'         | 0           | 0              | 0           | 0            | 0               | 0'              | 0               | 0               | 0               | 0               | 0         | 0'        | 0           | 0              | 0         | 0            | 1     | 32'   | 0           | 0              | 0      | 0            |
| 19 | A  |      | Morgan Bokele         | 0           | 0'          | 0           | 0              | 0           | 0            | 0               | 0'              | 0               | 0               | 0               | 0               | 0         | 0'        | 0           | 0              | 0         | 0            | 0     | 0'    | 0           | 0              | 0      | 0            |
| 20 | M  |      | Jessy Deminguet       | 1           | 73'         | 0           | 0              | 1           | 0            | 0               | 0'              | 0               | 0               | 0               | 0               | 0         | 0'        | 0           | 0              | 0         | 0            | 1     | 73'   | 0           | 0              | 1      | 0            |
| 21 | M  |      | Benjamin Stambouli    | 1           | 90'         | 0           | 0              | 0           | 0            | 0               | 0'              | 0               | 0               | 0               | 0               | 0         | 0'        | 0           | 0              | 0         | 0            | 1     | 90'   | 0           | 0              | 0      | 0            |
| 22 | D  |      | Kévin Van Den Kerkhof | 0           | 0'          | 0           | 0              | 0           | 0            | 0               | 0'              | 0               | 0               | 0               | 0               | 0         | 0'        | 0           | 0              | 0         | 0            | 0     | 0'    | 0           | 0              | 0      | 0            |
| 23 | A  |      | Ibou Sané             | 1           | 18'         | 0           | 0              | 0           | 0            | 0               | 0'              | 0               | 0               | 0               | 0               | 0         | 0'        | 0           | 0              | 0         | 0            | 1     | 18'   | 0           | 0              | 0      | 0            |
| 24 | A  |      | Brian Madjo           | 1           | 59'         | 0           | 0              | 0           | 0            | 0               | 0'              | 0               | 0               | 0               | 0               | 0         | 0'        | 0           | 0              | 0         | 0            | 1     | 59'   | 0           | 0              | 0      | 0            |
| 25 | D  |      | Cléo Mélières         | 0           | 0'          | 0           | 0              | 0           | 0            | 0               | 0'              | 0               | 0               | 0               | 0               | 0         | 0'        | 0           | 0              | 0         | 0            | 0     | 0'    | 0           | 0              | 0      | 0            |
| 27 | D  |      | Yannis Lawson         | 0           | 0'          | 0           | 0              | 0           | 0            | 0               | 0'              | 0               | 0               | 0               | 0               | 0         | 0'        | 0           | 0              | 0         | 0            | 0     | 0'    | 0           | 0              | 0      | 0            |
| 29 | M  |      | Ismaël Guerti         | 0           | 0'          | 0           | 0              | 0           | 0            | 0               | 0'              | 0               | 0               | 0               | 0               | 0         | 0'        | 0           | 0              | 0         | 0            | 0     | 0'    | 0           | 0              | 0      | 0            |
| 38 | D  |      | Sadibou Sané          | 1           | 90'         | 0           | 0              | 0           | 0            | 0               | 0'              | 0               | 0               | 0               | 0               | 0         | 0'        | 0           | 0              | 0         | 0            | 1     | 90'   | 0           | 0              | 0      | 0            |
| 39 | D  |      | Koffi Kouao           | 1           | 84'         | 0           | 0              | 1           | 0            | 0               | 0'              | 0               | 0               | 0               | 0               | 0         | 0'        | 0           | 0              | 0         | 0            | 1     | 84'   | 0           | 0              | 1      | 0            |
| 99 | A  |      | Joel Asoro            | 0           | 0'          | 0           | 0              | 0           | 0            | 0               | 0'              | 0               | 0               | 0               | 0               | 0         | 0'        | 0           | 0              | 0         | 0            | 0     | 0'    | 0           | 0              | 0      | 0            |

### Discipline

#### En Ligue 1
- Nombre de cartons jaunes : 2
- Nombre de cartons rouges : 0
- Joueur ayant obtenu le plus de cartons jaunes :  Jessy Deminguet et  Koffi Kouao (1 )
- Premier carton jaune :  Jessy Deminguet ( 61e vs RC Strasbourg, J1)
- Premier carton rouge :
- Carton jaune le plus rapide :  Jessy Deminguet ( 61e vs RC Strasbourg, J1)
- Carton jaune le plus tardif :  Koffi Kouao ( 67e vs RC Strasbourg, J1)
- Carton rouge le plus rapide :
- Carton rouge le plus tardif :
- Plus grand nombre de cartons jaunes dans un match : 2 , vs RC Strasbourg, J1
- Plus grand nombre de cartons rouges dans un match :

#### En Coupe de France
- Nombre de cartons jaunes :
- Nombre de cartons rouges :

#### Toutes compétitions confondues
- Joueur ayant le plus joué :  Jonathan Fischer,  Urie-Michel Mboula,  Jean-Philippe Gbamin,  Giorgi Tsitaichvili,  Benjamin Stambouli,  Sadibou Sané (90 minutes)
- Joueur de champ ayant le plus joué :  Urie-Michel Mboula,  Jean-Philippe Gbamin,  Giorgi Tsitaichvili,  Benjamin Stambouli,  Sadibou Sané (90 minutes)

#### En Ligue 1
- Joueur ayant le plus joué :   Jonathan Fischer,  Urie-Michel Mboula,  Jean-Philippe Gbamin,  Giorgi Tsitaichvili,  Benjamin Stambouli,  Sadibou Sané (90 minutes)
- Joueur de champ ayant le plus joué :  Urie-Michel Mboula,  Jean-Philippe Gbamin,  Giorgi Tsitaichvili,  Benjamin Stambouli,  Sadibou Sané (90 minutes)

#### En Coupe de France
- Joueurs ayant le plus joué :

### Récompenses
Mise à jour après les matchs joués, au 18 août 2025

## Équipe réserve
Pour la saison 2025-2026, l'équipe réserve du FC Metz évolue pour la 3e saison d'affilée dans le championnat de National 3, soit le cinquième niveau de la hiérarchie du football en France.
Pour cette nouvelle saison, l'équipe réserve du club lorrain se retrouve dans le groupe E du championnat,.

### Classement
| Rang | Équipe                        | Pts | J | G | N | P | Bp | Bc | Diff |
| ---- | ----------------------------- | --- | - | - | - | - | -- | -- | ---- |
| 1    | Amiens SC rés. P              | 0   | 0 | 0 | 0 | 0 | 0  | 0  | 0    |
| 2    | FC Balagne Rt                 | 0   | 0 | 0 | 0 | 0 | 0  | 0  | 0    |
| 3    | FC Metz rés.                  | 0   | 0 | 0 | 0 | 0 | 0  | 0  | 0    |
| 5    | GFC Ajaccio P                 | 0   | 0 | 0 | 0 | 0 | 0  | 0  | 0    |
| 5    | IC Croix                      | 0   | 0 | 0 | 0 | 0 | 0  | 0  | 0    |
| 6    | JA Drancy                     | 0   | 0 | 0 | 0 | 0 | 0  | 0  | 0    |
| 7    | Lille OSC rés.                | 0   | 0 | 0 | 0 | 0 | 0  | 0  | 0    |
| 8    | Olympique Charleville Prix AM | 0   | 0 | 0 | 0 | 0 | 0  | 0  | 0    |
| 9    | Olympique Saint-Quentin       | 0   | 0 | 0 | 0 | 0 | 0  | 0  | 0    |
| 10   | SFC Neuilly-sur-Marne         | 0   | 0 | 0 | 0 | 0 | 0  | 0  | 0    |
| 11   | Stade de Reims rés.           | 0   | 0 | 0 | 0 | 0 | 0  | 0  | 0    |
| 12   | US Le Pays du Valois          | 0   | 0 | 0 | 0 | 0 | 0  | 0  | 0    |
| 13   | US Pays de Cassel             | 0   | 0 | 0 | 0 | 0 | 0  | 0  | 0    |
| 14   | US Vimy                       | 0   | 0 | 0 | 0 | 0 | 0  | 0  | 0    |

## Grenat du mois
Le club fait voter ses supporters pour désigner un joueur du mois parmi l'effectif, il est appelé le Grenat du mois.
| Mois      | Vainqueurs | Réf. |
| --------- | ---------- | ---- |
| Août      |            |      |
| Septembre |            |      |
| Octobre   |            |      |
| Novembre  |            |      |
| Décembre  |            |      |
| Janvier   |            |      |
| Février   |            |      |
| Mars      |            |      |
| Avril     |            |      |
| Mai       |            |      |